# Shana Zadrick
Shana Zadrick (Grand Junction, 14 febbraio 1969) è una supermodella statunitense.

## Carriera
Ha raggiunto la notorietà nei primi anni '90, diventando volto di brand come Calvin Klein, Guess?, Escada, Diesel, Alberta Ferretti, Prada, Les Copains, Michael Kors, Gai Mattiolo, Dolce & Gabbana, Breil e La Perla, sfilando per Vivienne Westwood, Chanel, Jean-Paul Gaultier, Michael Kors, Gai Mattiolo, Max Mara e Gianfranco Ferré.
Vanta le copertine di diverse riviste come Glamour, L'Officiel, Allure, Cosmopolitan, Amica, Harper's Bazaar, Elle, Vogue (edizione italiana, quattro volte consecutive nel 1991) ed è apparsa sulle pagine di Sports Illustrated Swimsuit Issue nel 1992.
Nel 1992 ha preso parte al videoclip di Too Funky di George Michael (assieme alle colleghe Linda Evangelista, Emma Sjöberg, Nadja Auermann, Eva Herzigová, Tyra Banks e Beverly Peele) e nel 1994 in quello di Wild Night di John Cougar Mellencamp.
Nel 1992 ha partecipato ad un film per la televisione britannica, Inferno, della fotografa Ellen von Unwerth (insieme ad altre modelle, alcune del video di Too Funky ed altre come Kate Moss, Helena Christensen e la drag queen RuPaul).